# Wir pyłowy

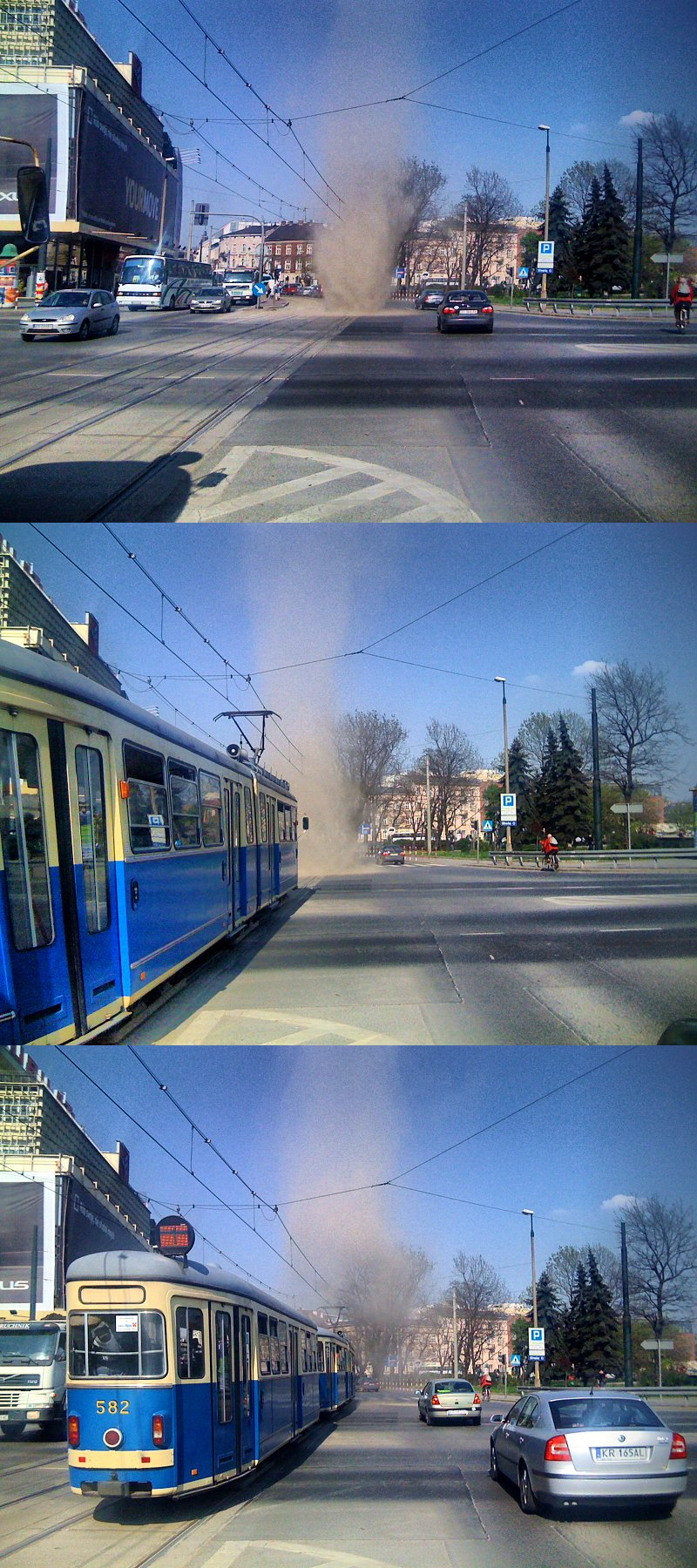
Wir pyłowy w Krakowie, na skrzyżowaniu pod Jubilatem.

Wir pyłowy, wir piaskowy (ang. dust devil) – zjawisko atmosferyczne z grupy litometeorów, typ wiru powietrznego, stosunkowo krótkotrwałego i raczej niewielkich rozmiarów, powstającego zwykle przy bezchmurnym lub pogodnym niebie (co odróżnia go od trąby powietrznej, która jest związana z chmurami konwekcyjnymi) i przy łagodnym wietrze, najczęściej wczesnym popołudniem. Wąska, wirująca kolumna, ustawiona w osi w przybliżeniu pionowej, staje się widoczna w wyniku zasysania cząstek pyłu, piasku lub fragmentów roślinności.
Typowy wir pyłowy tworzy się nad silnie nagrzaną przez słońce powierzchnią gruntu. Ziemia jest najmocniej nagrzana w przybliżeniu między godzinami: 12.30 a 14.00, gdy kąt wysokości słońca jest duży. Ciepło jest przekazywane do atmosfery, przez co w pobliżu powierzchni gruntu tworzy się wysoce niestabilna warstwa powietrza. Uwolnienie zmagazynowanej w tej warstwie energii prowadzi do powstawania pióropuszy termicznych szybko wznoszącego się powietrza. Słaby wiatr sprzyja zainicjowaniu rotacji w takich miejscach, co prowadzi do powstania wiru.
Niestabilność przypowierzchniowej warstwy powietrza (lub innej mieszaniny gazów) zależy od wartości intensywności pionowego kontrastu temperatury, a nie samej temperatury, dlatego wiry pyłowe mogą wystąpić także przy stosunkowo niskich temperaturach (np. na Marsie, gdzie temperatury są znacznie niższe niż na Ziemi).
Większość wirów pyłowych istnieje od kilku sekund do około pięciu minut. W rzadkich przypadkach mogą trwać ponad godzinę. Rekordowy wir o wysokości ok. 750 m przetrwał siedem godzin i przebył dystans 64 km po słonych równinach w zachodnim Utah. Największe wiry mogą osiągać wysokość nawet 1500 metrów i szerokość kilkuset metrów, ale większość nie przekracza 30 metrów wysokości. Wiatr w wirze o przeciętnej intensywności osiąga prędkość ok. 40 km/h, a najsilniejszych zjawiskach może przekraczać 80 km/h.
Najwięcej wirów pyłowych występuje na terenach suchych: na Saharze, pustyniach Australii, południowym zachodzie Stanów Zjednoczonych, niektórych częściach Indii i na Bliskim Wschodzie. Jest to prawdopodobnie najczęściej występujący typ wirów powietrznych.

## Wiry pyłowe na Marsie

Wir pyłowy na Marsie, sfotografowany przez łazik marsjański Spirit. W tle pojawiają się inne wiry.

Wiry pyłowe występują także na Marsie, co odkryto w latach 70. dzięki sondom Viking. Bezpośrednich dowodów na ich istnienie dostarczyły lądowania Pathfindera oraz łaziki marsjańskie Spirit i Opportunity.